# Syllepte anchuralis
Syllepte anchuralis là một loài bướm đêm trong họ Crambidae.